# El padre Gallo
El padre Gallo é uma telenovela mexicana produzida por Juan Osorio Ortiz para a Televisa e exibida pelo Canal de las Estrellas entre 3 de novembro de 1986 e 20 de março de 1987.
Foi protagonizada por Ernesto Gómez Cruz.

## Enredo
No pequeno povo de Cuetzalán chega El Gallo, um bandido foragido da justiça que para evitar ser encontrado planeja se esconder no povo de maneira que nunca suspeitem onde está. Ali é confundido pelos fies com o sacerdote novo que chegaria ao povo. O problema é que esse sacerdote faleceu no trajeto e o bandido encontrou seu cadáver. Como estava vestido como presidiário decidiu tirar-lhe a bata e vestir-se com ela. Agora El Gallo não tem mais opção que seguir a corrente e fazer passar por um sacerdote, um ponto a seu favor pois ninguém jamais suspeitaria de um sacerdote como foragido da justiça.
Assim, "El Padre Gallo" se converte em novo sacerdote de Cuetzalán que, apesar de sua evidente inexperiência, logo ganha a simpatia e o carinho de todo os habitantes. Paralelamente se desenrola uma historia de amor protagonizada por Ray e Patricio. A primeira é uma bela jovem que se disfarça de homem de  dia para conservar seu emprego, já que se chegam a descobrir que é mulher a despedirão de imediato. Ele no entanto, é um jovem que una noite a conhece estando vestida como mulher e se apaixona por ela. Ray lhe corresponde, mas sofre por não poder verse con Patricio durante o dia pois não está disposta a perder o emprego que tanto lhe custou conseguir. Por ello ambos enamorados só se veem de noite, que é quando Ray pode mostrar sua verdadeira pessoa e viver livremente sus relação com Patricio sem levantar suspeitas.

## Elenco
- Ernesto Gómez Cruz - Padre Gallo
- Alejandra Ávalos - Ray
- Fernando Ciangherotti - Patricio
- Saby Kamalich - Aurora
- Narciso Busquets - Don Indalecio
- Antonio Medellín - Víctor
- Humberto Dupeyrón - El Mudo
- Dolores Beristáin - Doña Nati
- Odiseo Bichir - Juan Francisco
- Socorro Bonilla - Yolanda
- Rosa María Moreno - Carmela
- Evangelina Martínez - Miriam
- Guillermo Gil - Ramón
- Sergio Acosta - Javier
- Marcela Camacho - Nina
- Edith Kleiman - Gladys
- Ignacio Retes - Fabián
- Paco Rabell - Eulalio
- Uriel Chávez - Güicho
- Licha Guzmán - Meche
- Sergio Sánchez - Gaspar
- Mario Valdés - Cipriano
- Madeleine Vivo - Mina

## Prêmios e indicações

### TVyNovelas
| Categoria          | Indicado(a)      | Resultado |
| ------------------ | ---------------- | --------- |
| Revelação feminina | Alejandra Avalos | Indicado  |